# Roszdravnadzor
Die Roszdravnadzor (russisch Росздравнадзор Rossdrawnadsor, englisch Federal Service for Surveillance in Healthcare; deutsch Föderaler Dienst für Überwachung im Gesundheitswesen) ist ein föderales Exekutivorgan  in Russland, das für die Überwachung  und Kontrolle des russischen Gesundheitssystems zuständig ist. Errichtet wurde die Behörde 2004 vom Präsidenten der Russischen Föderation. Sie untersteht dem Gesundheitsministerium der Russischen Föderation, den rechtlichen Rahmen bilden die Verfassung der Russischen Föderation, verschiedene Gesetze und die Verordnung in Dekret vom 30. Juni 2004 № 323 „Über den Föderalen Dienst für Überwachung im Gesundheitswesen“.

## Organisation

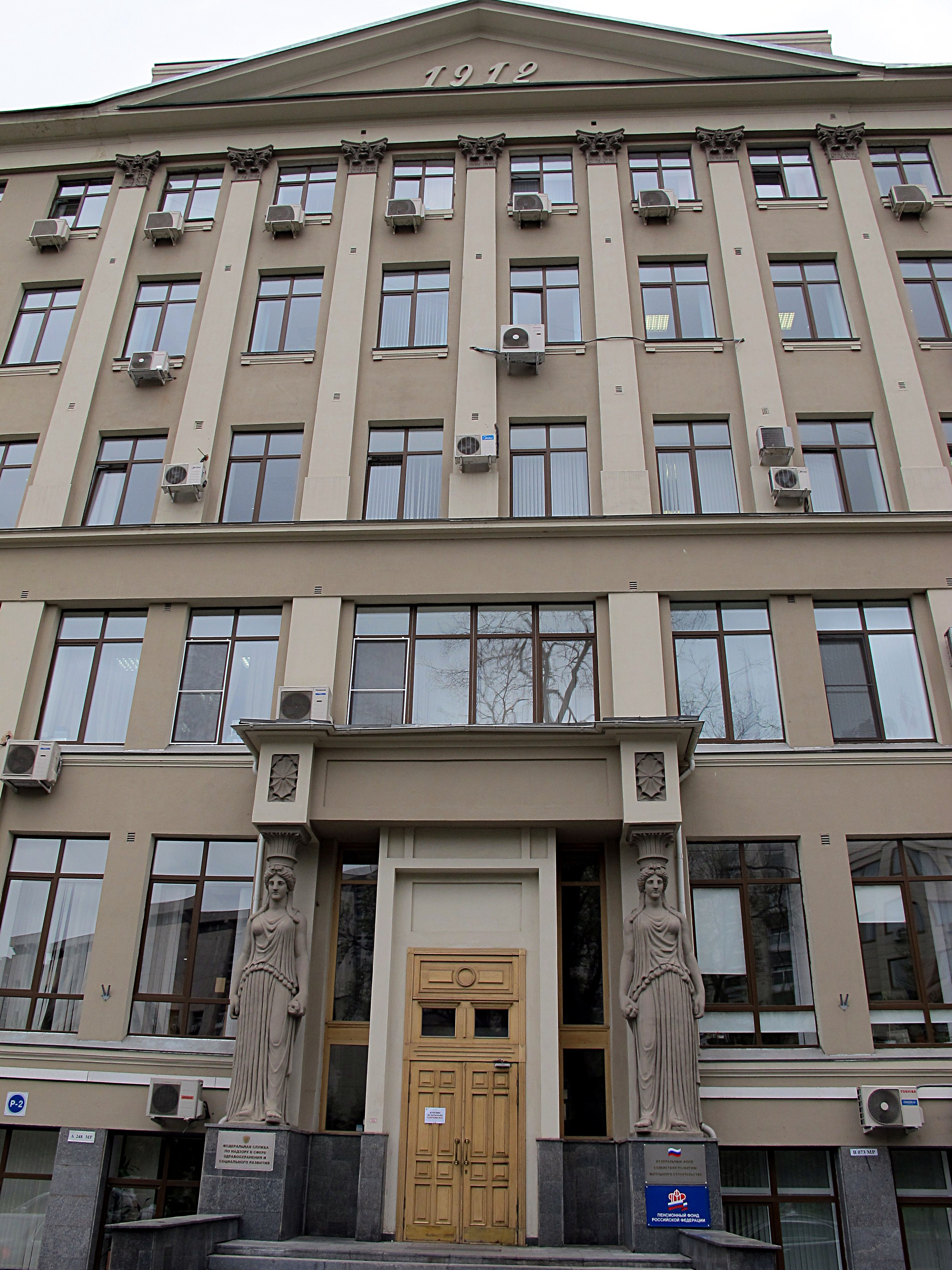
Slavyanskaya-Platz 4, Gebäude 1

Die Roszdravnadzor arbeitet direkt oder über ihre Regionalbüros in Zusammenarbeit mit anderen Bundesbehörden und staatlichen Exekutivorganen, mit lokalen Behörden, öffentlichen Einrichtungen und anderen Institutionen. Die Struktur umfasst die Zentrale mit neun Abteilungen, 80 Regionalbüros in Teileinheiten der Russischen Föderation, ein interregionales Amt und drei für die Haushalte zuständigen Büros.

## Aufgaben
In die Verantwortung von Roszdravnadzor fallen unter anderem
- die staatliche Kontrolle und Überwachung  des  Inverkehrbringens von Arzneimitteln und Medizinprodukten, der Qualität und Sicherheit der medizinischen Praxis durch Durchführung von Inspektionen und Audits, der Preisgestaltung für bestimmte Arzneimittel und der regionalen Modernisierungsprogramme für das Gesundheitswesen
- die Kontrolle und Überwachung der staatlichen Regierungsstellen in Bezug auf  Zahlungen und Zuwendungen
- Überwachung der Liste von lebenswichtigen und wesentlichen Arzneimitteln und ihrer Preise
- Überwachung der Sicherheit von Medizinprodukten (Erfassung von Nebenwirkungen und anderer Umstände im Zusammenhang mit der Verbreitung von registrierten Medizinprodukten, die eine Gefahr für Leben und Gesundheit von Menschen darstellen könnten).
- Bescheinigung über die Ein-/Ausfuhr von Betäubungsmitteln, psychotropen Substanzen und deren Vorläufersubstanzen
- Genehmigung für den Transit anderer hochwirksamer Substanzen (außer Betäubungsmitteln und psychotropen Substanzen)
- Genehmigungen für die Einfuhr von Medizinprodukten
- staatliche Registrierung von Medizinprodukten und Führung der Register
- Information über Entscheidungen zur Arzneimittelsicherheit
- Inspektionen von Gesundheitseinrichtungen

## Internationale Zusammenarbeit
Roszdrawnadzor kooperiert mit der chinesischen  Arzneimittelbehörde (NMPA), der Central Drugs Standard Control Organization von Indien (CDSCO) und der Food and Drug Administration der USA (FDA), der US Pharmacopoeia Convention (USP), dem Europäischen Direktorat für die Qualität von Arzneimitteln (EDQM), der serbischen Agentur für Arzneimittel und Medizinprodukte (ALIMS) und den zuständigen Behörden der Ukraine, Belarus’ und Kasachstans sowie mit dem Pharmaceutical Inspection Co-operation Scheme (PIC/S) und der Global Medical Device Nomenclature (GMDN).
Ferner beteiligt sich Roszdravnadzor an Aktivitäten bspw. der Weltgesundheitsorganisation (WHO), der Schwarzmeer-Wirtschaftskooperation (BSEC), der Organisation für wirtschaftliche Zusammenarbeit und Entwicklung (OECD) und dem ICH.